# 徳島県道208号一宮下中筋線
徳島県道208号一宮下中筋線（とくしまけんどう208ごう いちのみやしもなかすじせん）は、徳島県徳島市を通る一般県道である。

## 概要
徳島市一宮町から徳島市上八万町に至る。徳島市中心部の渋滞を避けるために、徳島南環状道路の既開通区間と合わせて徳島市南部から徳島市国府町まで行く抜け道として利用されていて交通量が多い。また、ほとんどの区間が2車線であるが終点付近に一部道幅が狭い区間がある。

### 路線データ
- 起点：徳島市一宮町（徳島県道21号神山鮎喰線・徳島県道207号鬼籠野国府線交点）
- 終点：徳島市上八万町（国道438号交点）
- 総延長：4.124 km[1]

## 歴史
- 1959年（昭和34年）1月31日 - 徳島県道141号一宮下中筋線として認定。
- 1972年（昭和47年）3月10日 - 現在の徳島県道208号に。

## 路線状況

### 道路施設

#### 橋梁
- 西光寺橋（園瀬川、徳島市）

## 地理

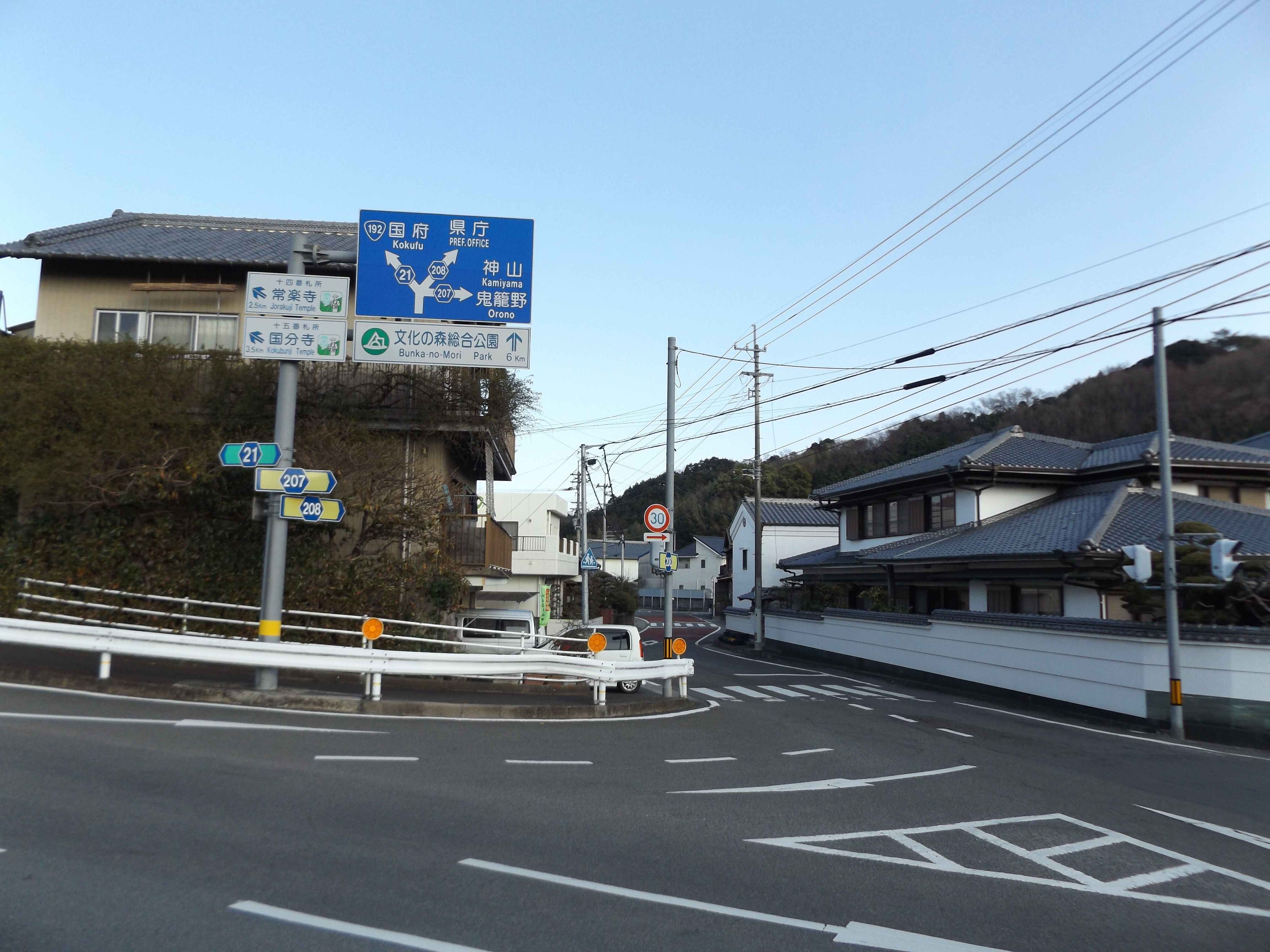
起点である、徳島県道21号神山鮎喰線および徳島県道207号鬼籠野国府線との交差点
徳島市一宮町

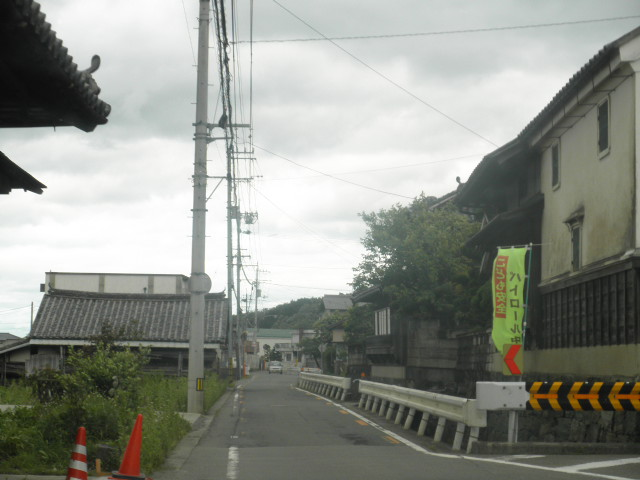
ほとんどの区間が2車線であるが終点付近に一部道幅が狭い区間がある
徳島市一宮町字東丁で撮影

### 通過する自治体
- 徳島市

### 交差する道路
| 交差する道路                                     | 交差する場所 | 交差する場所 |
| ------------------------------------------------ | ------------ | ------------ |
| 徳島県道21号神山鮎喰線 徳島県道207号鬼籠野国府線 | 一宮町       | 起点         |
| 国道438号 国道439号 重複                         | 上八万町     | 終点         |

### 沿線
- 徳島市上八万中学校
- 徳島市上八万小学校

## ギャラリー

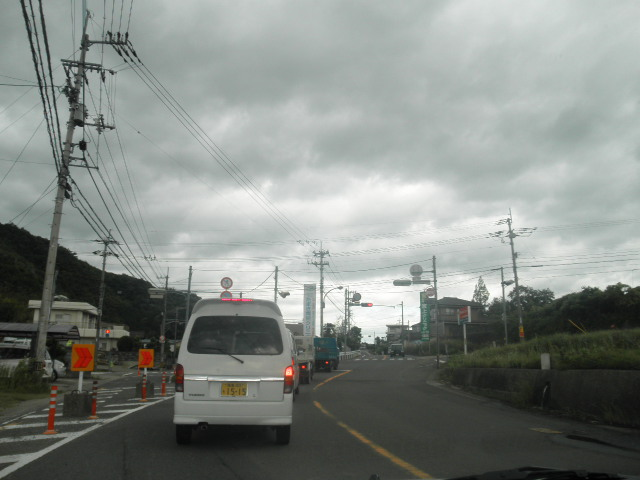
徳島市一宮町字東丁
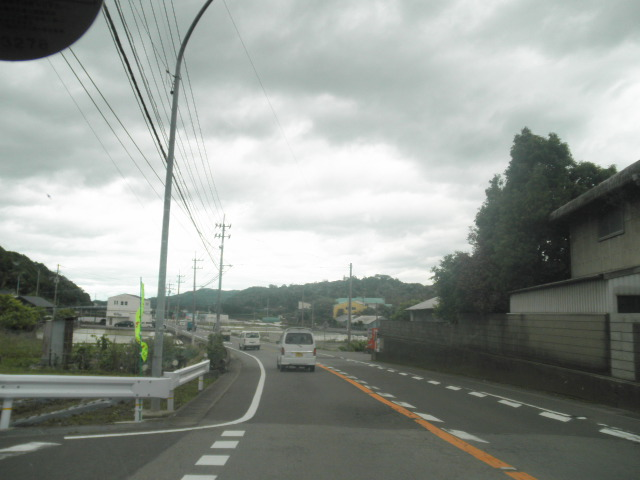
徳島市下町字本丁
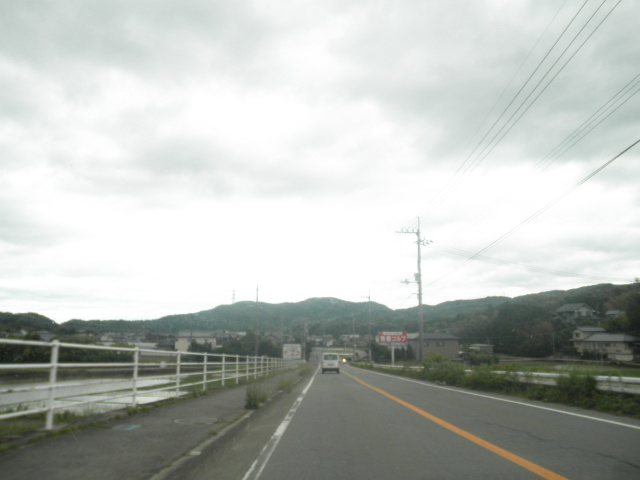
徳島市上八万町字上中筋
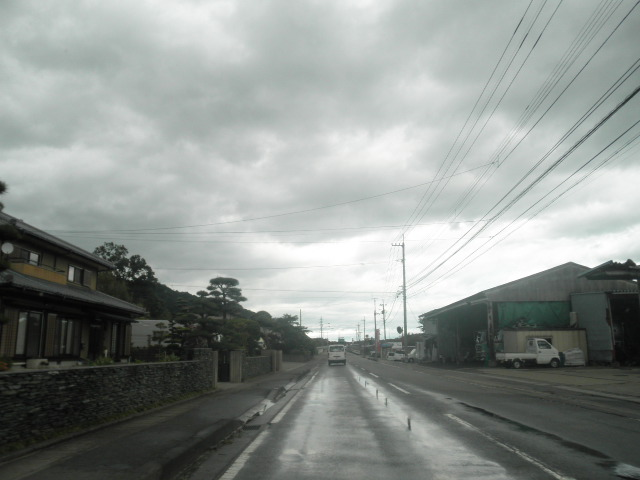
徳島市上八万町字川西